# ژو لیجون
ژو لیجون (انگلیسی: Zhou Lijun؛ زاده ۱ ژانویه ۱۹۹۹) یک تکواندوکار چینی است. وی در مسابقات تکواندو قهرمانی آسیا ۲۰۱۸ در مسابقات دسته پروزن (سبک‌وزن) زنان مدال طلا را از آن خود کرد. در همان سال، او در مسابقات گرند اسلم تکواندو ۲۰۱۸ جهان با شکست دادن قهرمان المپیک ،جید جونز در بازی نهایی دسته پروزن زنان، برنده مدال طلا شد.

## جستار های وابسته
- المپیک
- ورز
- تکواندو
- ش
- #تکواندو